# Kis foltos kivi
A kis foltos kivi vagy kis kivi (Apteryx owenii) a madarak osztályának struccalakúak (Struthioniformes) rendjébe, a kivifélék (Apterygidae) családjához tartozó faj.

## Előfordulása
Új-Zéland kisebb szigetein az aljnövényzet rejtőzködő lakója.

## Megjelenése
A kivifajok közül talán a legkisebbik. A hím 35-45 centiméter magas, tömege pedig 0,9-1,4 kilogramm, a tojó tömege 1–2 kg közötti. Lapos szegycsontú, röpképtelen madár. Tollazta halványan szürke pötyözött. A becslések szerint kb. 1000 példánya él.

## Életmódja
Lárvákkal, rovarokkal és puhatestűekkel táplálkozik.

## Szaporodása
Földbe vájt fészkébe, amely növényi anyagokkal van kibélelve, egy tojást tojik, mely a madár súlyának 25%-át teszi ki. A költési idő 63-76 nap, a kikelés után 2-3 heti etetés szükséges.

## Külső hivatkozás
- Képek az interneten a fajról
- Xeno-canto.org - a faj hangja